# 崇賢侯
崇賢侯（越南语：／；？—1130年），名不详，是越南李朝皇帝李仁宗李乾德之弟、李神宗李陽煥的生父，李圣宗第三子。也是越南歷史上第一名太上皇。
崇賢侯早年事蹟不詳，與兄長仁宗一樣無後。當時曾有僧人到崇賢侯家中談及求嗣之事，僧人說：「將來夫人臨誕時，請先告訴我，讓我為他祈福。」後來在會祥大慶六年（1115年）與夫人杜氏誕下一子，即神宗李陽煥。
到李陽煥兩歲時，因他聰敏過人而被伯父仁宗立為皇太子。
天符慶壽元年（1127年）十二月仁宗逝世，太子李陽煥繼位為李朝皇帝，是為李神宗，改元天順，次年（1129年）就尊崇賢侯為太上皇，杜氏為皇太后，住在洞仁宮。
天順三年（1130年）五月，太上皇崇賢侯去世，諡號恭皇。
他还有兩名兒子：李星和李周。